# 頓諾尼亞
頓諾尼亞（英語：Dumnonia），又譯杜姆諾尼亞，是後羅馬不列顛時代由凱爾特布立吞人建立的王国，存在于4世紀後期—8世紀後期，位於今西南英格蘭西部。該國的核心区域位於今德文郡一帶，也包括康瓦爾郡和一部分的森麻實郡。隨著威塞克斯王國向西擴張，頓諾尼亞的東部邊界都隨著時間而改變。“頓諾尼亞”一词與布列塔尼杜姆諾尼亞（布列塔尼語：Domnonea）地區有關係。

## 名稱
頓諾尼亞的地名來自當地凱爾特布立吞部落頓諾尼亞人（Dumnonii），意思為深谷居住者，根據托勒密《地理學指南》。早期英文亦有使用Damnonia稱呼頓諾尼亞，但後來成為了蘇格蘭南部的達姆諾尼人（Damnonii）地區的專稱。當地後來被英格蘭人稱為「西威爾斯」，而當地人就被稱為Defnas（頓諾尼亞人）。在威爾斯語和類似的西南布列塔尼語裡，這個稱呼成為了Dyfneint，並保留了下來，成為對德文郡的稱呼。
當地西部曾存在著一個名為「科爾諾維」（Cornovii）的部落分支，它是今日康瓦爾郡的名稱來源。
經過一段時間的移民高盧浪潮，到了5-6世紀，當地北向大西洋的地區（現代被稱為布列塔尼半島）出現了一個姊妹國家（在現代法語稱為Domnonée，杜姆諾尼亞）。有歷史學家推測，頓諾尼亞人或者把羅馬帝國的終結看成向新地區擴大勢力的機會。

## 範圍

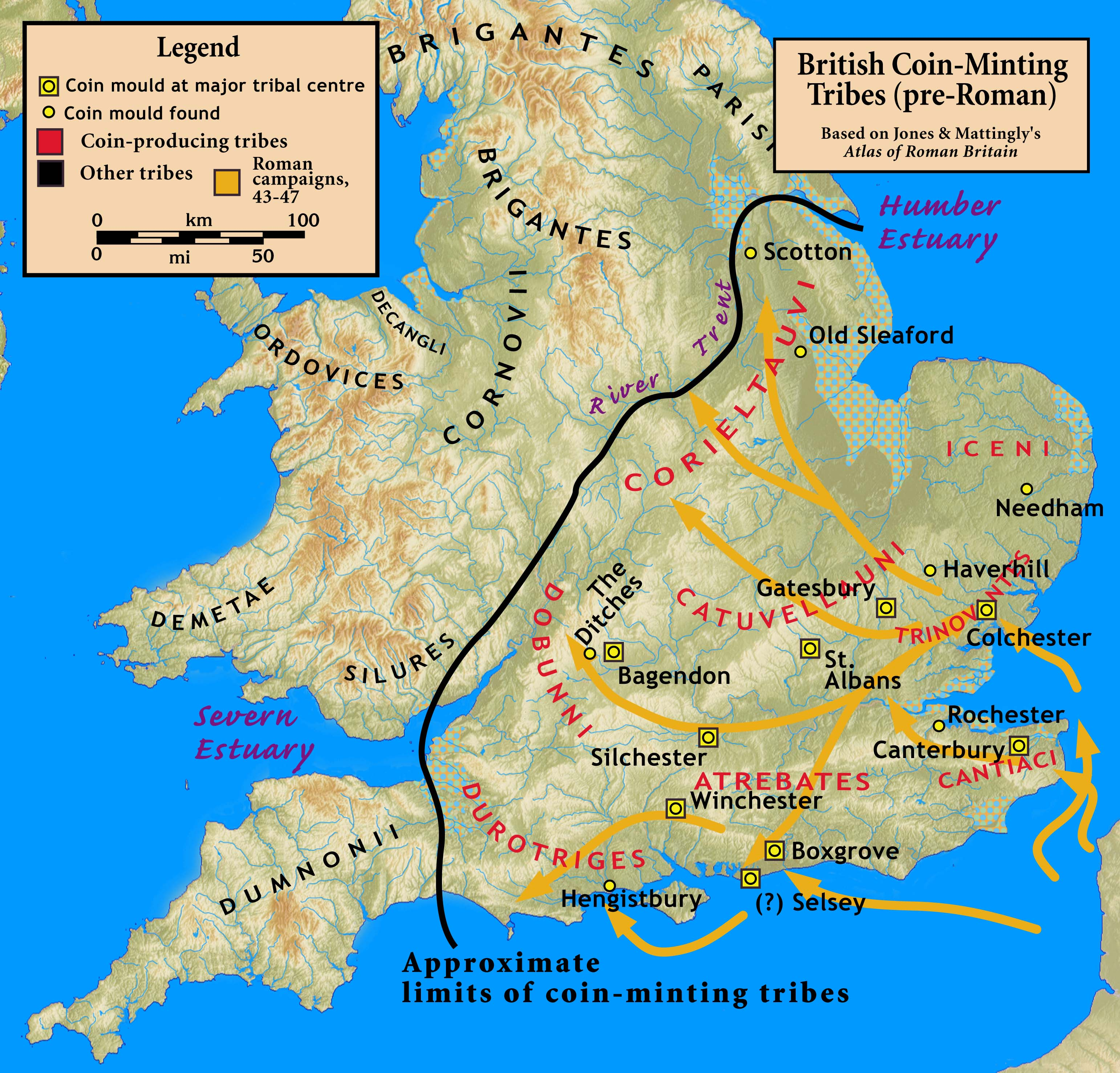
前羅馬時期造幣部落的分佈

在羅馬入侵時代之前，頓諾尼亞人可能居住在英格蘭西南半島，最東面到達森麻實郡的柏瑞河和德文郡的阿克斯河這樣一個範圍。這是透過多布尼人和杜羅特里吉人的貨幣分佈所推斷的。在羅馬時代，埃克塞特的統治範圍與多切斯特和伊爾切斯特的統治範圍擁有省邊界。尤利烏斯·凱撒的《高盧戰記》卷三提及過阿莫里卡地區（Armorica）的維納特人與不列顛島西南部之間的密切經貿和軍事關係。
到了後羅馬時代，頓諾尼亞王國統治了康瓦爾郡和德文郡，以及森麻實郡西部。它與布列塔尼半島、威爾斯和愛爾蘭有著密切的文化和宗教關係。

## 文化和工業
前羅馬時代的頓諾尼亞人，在文化聯繫上偏向海峽對岸的阿莫里卡半島，以及威爾斯和愛爾蘭，而不是鄰近的不列顛西南部。頓諾尼亞人使用的語言是一種布立吞語的方言，是現代康瓦爾語和布列塔尼語的祖先。愛爾蘭的移民，德西（Déisi），獲得了他們遺留的石刻的證明。這些石刻一些用了歐甘字母，一些用了拉丁字母，一些兩者俱備，這些都得到地名研究的證實和補充。
除了漁業和農業，頓諾尼亞人的主要經濟資源是錫礦開採，這些錫自古以來都經Ictis港口（聖邁克爾山或巴頓山）出口。錫工業在羅馬佔領時期一直延續下來，並在公元3世紀達到高峰。羅馬撤出後，當地還保持著與高盧和地中海的貿易聯繫，而錫很明顯在這貿易中扮演著重要的角色。後羅馬時期所進口的陶器從當地的許多地點被挖掘出來。5世紀末的地中海進口量的明顯增加被認為是與從康瓦爾和威爾斯到拜占庭帝國的金屬貿易有關。
基督教似乎於羅馬撤出不列顛後在頓諾尼亞保存了下來，有為數不少的羅馬後期基督教公墓持續到後羅馬時期。據稱，在5和6世紀，當地有布賴昌的子女和愛爾蘭聖徒（例如聖皮蘭）和威爾斯聖徒（例如聖彼得羅克或聖凱恩）傳福音。當地也有重要的修道院位於博德明和格拉斯頓伯里。還有埃克塞特，當地教堂附近所發現的5世紀喪葬很可能代表了聖博尼法斯參加奠基的公墓（雖然究竟是薩克遜人的還是布立吞人的依然有爭議）。偶爾地，康瓦爾主教在各種記錄中都有名字，直到他們於9世紀中葉效忠了坎特伯雷聖座。教區式組織是後來完全諾曼化時代的發展。

## 定居點

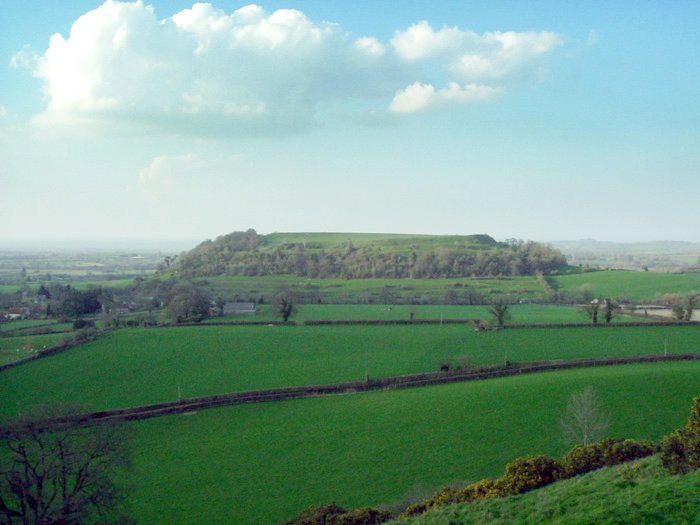
凱德伯里城堡，可能的早期頓諾尼亞防禦站點

大約在公元55年，羅馬人在Isca Dumnoniorum，今天的埃克塞特，建立了一座軍團堡壘，但是埃克塞特以西的土地依然高度非羅馬化。頓諾尼亞大部分地區因缺乏別墅系統而聞名，儘管在巴斯以南和伊爾切斯特附近有大量居民，並且在羅馬-不列顛時期倖存了許多定居點。就如其他布立吞地區，鐵器時代丘堡在後羅馬時期獲得加強，供酋長或國王使用，而其他高地位定居點例如廷塔哲在當時看來都得到了重建。當地考古發現，羅馬人離開不列顛後，在當地被稱為rounds的孤立的封閉農舍似乎倖免於難；但它們最終都於6和7世紀，被不封閉的農場取締。
埃克塞特，在布立吞語稱為Caer Uisc，在後來是重要的撒克遜大教堂的所在地，但仍然部分地居住著頓諾尼亞布立吞人直到在10世紀被埃塞尔斯坦驅逐。到9世紀中葉，王室可能已經因為威塞克斯王國的擴張而移至更西邊，遷到Lis-Cerruyt（今天的利斯卡德）。康瓦爾伯爵據說在10世紀利斯卡德淪陷後遷都洛斯特威希爾。也有人指出，頓諾尼亞的統治者是不斷遷移的，在一年之中居留過不少的王舍，例如廷塔傑爾和吉百利城堡，並可能同時在海峽對岸的布列塔尼有所居留。有文字和考古證據表明，特里格（Trigg）等地區曾被用作區內“戰俘”的集結地。

## 歷史
雖然在公元78年已經被征服了，當地人還是保留了強大的本地控制權，頓諾尼亞在羅馬帝國治下看來享有自治權。有歷史學家指出，大概在290年-約305年左右，頓諾尼亞的統治者是卡拉多克斯。如果不是一個純屬傳說的人物，卡拉多克斯應該不是真正意義上的國王，但可能在羅馬政府內部擁有強大的職位。
頓諾尼亞的後羅馬歷史不僅來源廣泛，而且被認為極難解釋，因為鑑於歷史事實、傳說和混亂的偽歷史充斥在大量的中古威爾斯語和拉丁語文獻。可用於討論那個時期的主要資源包括吉爾達斯《不列顛的毀滅》、內尼厄斯《不列顛人的歷史》、《威爾斯編年史》、《盎格魯-撒克遜編年史》、馬姆斯伯里的威廉《盎格魯國王史》和《De Antiquitate Glastoniensis Ecclesiae》，以及在《卡馬森黑皮書》、《赫杰斯特紅皮書》、比德《英吉利教會史》的文字描述，還有《Bonedd Gwŷr y Gogledd》和《Book of Baglan》。

### 與撒克遜人的戰爭
577年迪奧拉姆之戰，威塞克斯的查烏林大勝，以致頓諾尼亞與盟友威爾斯失去了陸地聯繫，但是由於海上旅行並不困難，因此損失可能不大。克萊門據信是614年布立吞人參與班頓戰役時的國王。這場戰役最有可能是發生在德文郡阿克斯茅斯附近的賓登。牛津郡班普頓也可能是發生地，但是證據缺乏。
根據《弗洛尔斯史》，不正確地歸因於威斯敏斯特的馬修的史料，在632年布立吞人仍然擁有埃克塞特，他們當時勇敢地抵抗麥西亞的彭達直到卡德沃隆成功解圍。他與麥西亞人會戰，並根據蒙茅斯的杰弗里，以「大屠殺」的樣子把麥西亞打敗。不過直到19世紀末，這場戰爭都不被看作史實。
大約652年，威塞克斯的森沃爾赫成功於雅芳河畔布拉福戰役突破了頓諾尼亞的防線。威塞克斯在大約658年牡丹之戰（位置可能是森麻實郡東部的彭瑟伍德）的大勝使撒克遜人擴張到「最遠到達柏瑞河」，而頓諾尼亞東部從此永久地喪失給了威塞克斯。
《盎格魯-撒克遜編年史》在661年記載了威塞克斯的森沃爾赫在Posentesburh戰鬥。雖然從內容來說這是與麥西亞的沃爾夫交戰（他可能輸了），但如果Posentesburh是波斯伯里（Posbury），德文郡克雷迪頓的附近，那麼可以假定與布立吞人有一些衝突。在威利巴爾德的《博尼法斯傳》中，伊克薩姆切斯特修道院（識別為位於德文郡埃克塞特）的院長在博尼法斯在此學習期間，曾用德語命名（Wulfhard）。博尼法斯自稱為盎格魯撒克遜人出生（在給英格蘭人的信中使用“ Anglorum”），因此埃克塞特當時，即是7世紀末，已經落入威塞克斯王國手中。在這個時候，頓諾尼亞對於亞浩，後來的舍伯恩主教來說已經是已知世界的一部分。他在705年左右去信給國王格拉因詢問有關復活節的日期。682年威塞克斯部隊已經“遠赴海邊”，但目前還不清楚指哪裡。705年，舍伯恩成立了一個主教區給塞爾伍德以西的撒克遜人地區。
710年，格拉因被威塞克斯的伊尼打敗，但在722年，《威爾斯編年史》聲稱布立吞人在康瓦爾郡的希希爾取得勝利。到了大約755年，頓諾尼亞受到撒克遜軍隊的龐大壓力。813年至822年之間威塞克斯的埃格伯特在德文郡的戰役可能標誌著對島上頓諾尼亞的征服，留下康瓦爾這一個殘存國家，當時名叫Cerniu、Cernyw或Kernow，盎格魯-撒克遜人則稱之為Cornwall或「西威爾斯」。

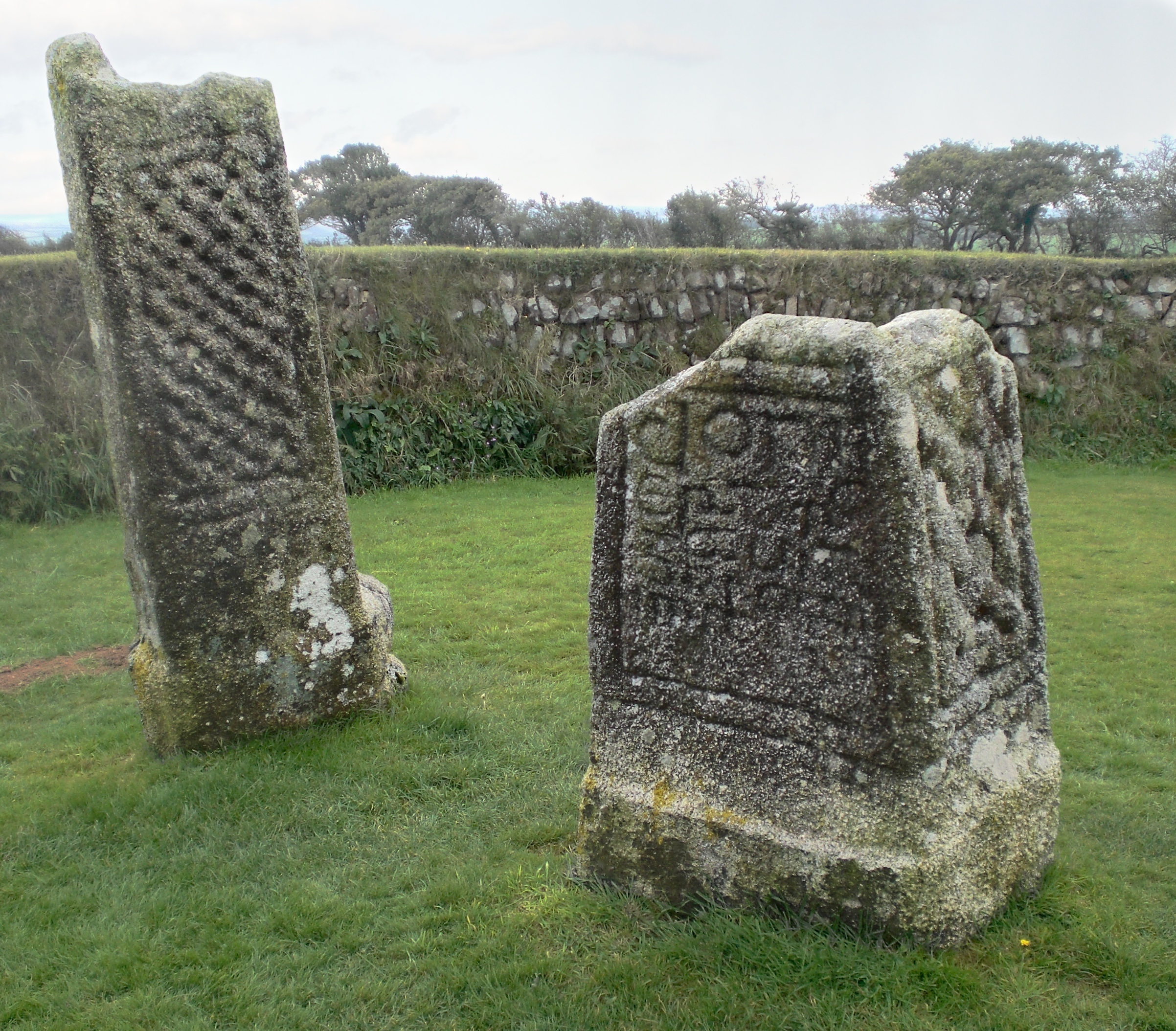
康瓦爾的King Doniert's Stone，據信是紀念多尼亞特，有記載的最後一位頓諾尼亞殘存政府的國王

825年，盎格魯-撒克遜人與相信是頓諾尼亞人的「威爾斯人」打了一場戰役。《盎格魯-撒克遜編年史》表示：“我們在蓋夫福達（Gafulforda，也許是德文郡西部的加爾福德，Galford）戰鬥了威爾斯人（康瓦爾人）和德文尼亞人（德文人）”。但是，裡面沒有提到誰勝誰負。還有一次叛亂發生於838年，當時「西威爾斯人」得到丹麥人的支持，被埃格伯特在興斯頓唐平定了。
康瓦爾的博德明大主教在870年承認了坎特伯雷的統治權，最後一位有紀錄的康瓦爾國王多尼亞特於875年去世。到880年代，威塞克斯已經控制了康瓦爾的至少一部分，阿尔弗雷德大帝還在當地有一間別墅。大約在936年，根據馬姆斯伯里的威廉在1120年所記載，埃塞尔斯坦把布立吞人驅逐出埃克塞特和德文郡全境，並把塔馬河設為德文郡和康瓦爾郡的邊境線。
雖然威塞克斯完全征服頓諾尼亞的時間線並不清楚，在宣信者愛德華治下，德文郡已經長期以來一直併入英格蘭。12世紀初，《Gesta Herewardi》提出在諾曼人征服之前，康瓦爾有一位國王，他叫阿爾夫（Alef）。據說康瓦爾的卡多克被征服者威廉廢黜，從而結束了英國頓諾尼亞國王的最後遺跡，儘管他最初出現是在15世紀古文物研究者伍斯特的威廉的著作中。

### 在康瓦爾及布列塔尼的延續
從頓諾尼亞去到阿莫里卡（布列塔尼半島）的移民潮發生過兩次。一些歷史學家提出了這樣一種理論，即這可能導致統治者能夠在布列塔尼和頓諾尼亞兩地行使王權，並解釋了為何出現兩地有著同一名稱統治者的情況。也有許多地名對應着海島凱爾特聖徒，以及康瓦爾語（Kernowek）和布列塔尼語（Brezhoneg）之間有著密切的語言關係。但是，布列塔尼的科努瓦耶和Domnonée地區都有一套完整的歷史，包括了與英國的頓諾尼亞截然不同的統治者（參見布列塔尼公國）。

雖然康瓦爾郡保留了它的語言和文化，德文郡已經隨著7世紀薩克森入侵者的到來顯著地走向消亡了，幾乎全因為羅馬人佔領結束後，布立吞人大規模從頓諾尼亞遷移到阿莫里卡。有學者於1931年指出：
「到了七世紀中葉，德文郡是一個人口稀疏的凱爾特王國，原因是一個世紀或更早的時候，向阿莫里卡的大規模移民。而一旦國王的抵抗被摧毀，也就沒了足夠的當地人口使該國新移民的生活複雜化。」
新的霸主撒克遜人和剩餘的原住布立吞人之間，關係似乎很和平，郡中許多凱爾特語地名得以倖存，儘管程度不及鄰近的子部落Cornovii，後者成為了現在的康瓦爾郡。
在阿莫里卡半島布列塔尼地區的前中世紀地區科努瓦耶（布列塔尼語：Kernev）被認為是得名於來自島上康瓦爾郡的後裔。古代科努瓦耶地區的領土，幾乎與法國非尼斯提爾省南部雷同，並且有些領土包括在阿摩爾濱海省和莫比漢省。至少一部分與前中世紀布列塔尼王國Domnonée有關的原始領土，與今天的法國阿摩爾濱海省雷同。

## 與亞瑟王傳說的聯繫
在12世紀，蒙茅斯的杰弗里在他虛幻而富於想像力的《不列顛諸王史》中寫道，亞瑟王的構想是在廷塔哲城堡進行的，而他還聲稱君士坦丁，吉爾達斯所譴責的君士坦丁，是亞瑟王的繼任者，從而使亞瑟王成為頓諾尼亞的王室成員。頓諾尼亞的埃爾賓和他的兒子傑林特，出現在亞瑟王傳說的《傑蘭特和伊妮德》作為統治"on the far side of Severn"。
亞瑟王在巴登山戰役——布立吞人在那裡與盎格魯-撒克遜人作戰——中應有的重大勝利所在地存在著爭論。多數的歷史學家相信，如果這場戰爭是史實，應該是在巴斯之類的國外地區發生。蒙茅斯的杰弗里聲稱亞瑟王的最後一戰，劍欄之戰，是在康瓦爾進行的：傳統指向卡姆爾福德附近的斯勞特大橋（Slaughter Bridge），它本身據稱就是卡美洛的所在地（沒有根據）。